# サンハウス
サンハウス (SONHOUSE) は、1970年に結成された日本のブルースロック・バンドである。

## メンバー
菊（柴山俊之）
ボーカル、ハーモニカ担当。結成時から解散まで在籍。
鮎川誠
ギター、ハーモニカ担当。結成時から解散まで在籍。
奈良敏博
ベース担当。1973年1月から1977年10月まで在籍。1970年冬頃、臨時メンバーとして参加していた。
松田優作からの信頼も厚く、脱退後は“松田優作with EX”のメンバーとして活動。
シーナ&ザ・ロケッツのデビュー前のオリジナルメンバー。1988年に復帰。1989年発売アルバム『DREAM + REVOLT』リリース後に脱退。2011年復帰。現在まで活動中。

### 旧メンバー
篠山哲雄
ギター担当。結成時から1976年12月まで在籍。
浦田賢一
ドラムス担当。結成時から1974年2月まで在籍。
アルバム『CRAZY DIAMOND』（1983年）にクレジットされている。サンハウス脱退後は、SHOT GUN、HAKATA BEAT CLUBで活動。博多時代から交流のあった武田鉄矢の薦めもあり、俳優としても活動。代表作はドラマ『3年B組貫八先生』。2003年に公開された映画『ROCKERS』では、主人公の父親役を演じた。
後藤龍一
ベース担当。結成時から1971年1月まで在籍。
浜田卓
ベース担当。1971年4月から1973年1月まで在籍。
坂田紳一（鬼平）
ドラムス担当。1974年3月から1977年10月まで在籍。
川嶋一秀
ドラムス担当。1977年10月から解散まで在籍。
浅田孟
ベース担当。1977年10月から解散まで在籍。
坂東嘉秀
ギター担当。1977年10月から解散まで在籍。

## 概要・来歴
バンド名の由来はアメリカ合衆国のブルース歌手サン・ハウスの名前から鮎川誠が名付けた。
アタックというバンドで演奏していた篠山が久留米のダンスホールに出演していた時、鮎川と知合う。アタックに鮎川も参加し、しばらくホールに出演演奏をするが、アタックはメンバーの音楽に対する意見の食い違いにより解散。その後鮎川が中洲のダンスホール「美松」でアルバイトを始める。その時のバンドマスター福間より制服のスーツを作れといわれ鮎川はそれが嫌で篠山に交代を頼む事に。その事で篠山がそのバンドで演奏する事になった。しかし福間は篠山の演奏が気に入らず、その時博多駅前に新しく出来るダンスホール「ハニー・ビー」に新しくバンドを組んで出演するよう篠山に仕事を斡旋。篠山は、やりたい音楽が出来ると鮎川を誘いメンバーをさがす、ボーカルは鮎川が少し前に知り合っていた柴山（後の菊）を篠山に紹介、三人は博多の喫茶店で「ブルースをやるバンドをやろう」と話し合った。福岡県にてホールなどで歌っていた当時大学生の菊こと柴山がブルースギターを弾く久留米市から来た大学生、鮎川と出会い結成。
1975年、テイチクレコード/BLACKより1stアルバム『有頂天』にてメジャー・デビュー、日比谷野外音楽堂にてデビューライブ敢行。その後、ゴダイゴやCharと共に全国ツアーを回る。
3rdアルバム『ドライヴ・サンハウス』の発売と同日の1978年3月25日、解散を決定。解散後、柴山は作詞家としてシーナ&ザ・ロケッツ、ルースターズ、アクシデンツ、UP-BEATなど福岡県、北九州のバンドに詞を提供。鮎川は妻シーナと共にシーナ&ザ・ロケッツを結成。奈良敏博（Ba）、後期メンバー川嶋一秀（Dr）、浅田孟（Ba）を従えて活動。
1982年、12月31日、新宿ロフトでの企画ライブに出演。柴山俊之（Vo）、鮎川誠（Gu,Vo）、浅田猛（B）、花田裕之（Gu）、川嶋一秀（Dr）のメンバーで、サンハウス時代のナンバーを演奏。実質はシーナ＆ロケッツが柴山のバックを務めたこの時の映像は、非公式（海賊盤）で1990年代に『PREVIOUS LIVE／SONHOUSE』として発売された（10曲収録・VHS）が即回収されている。

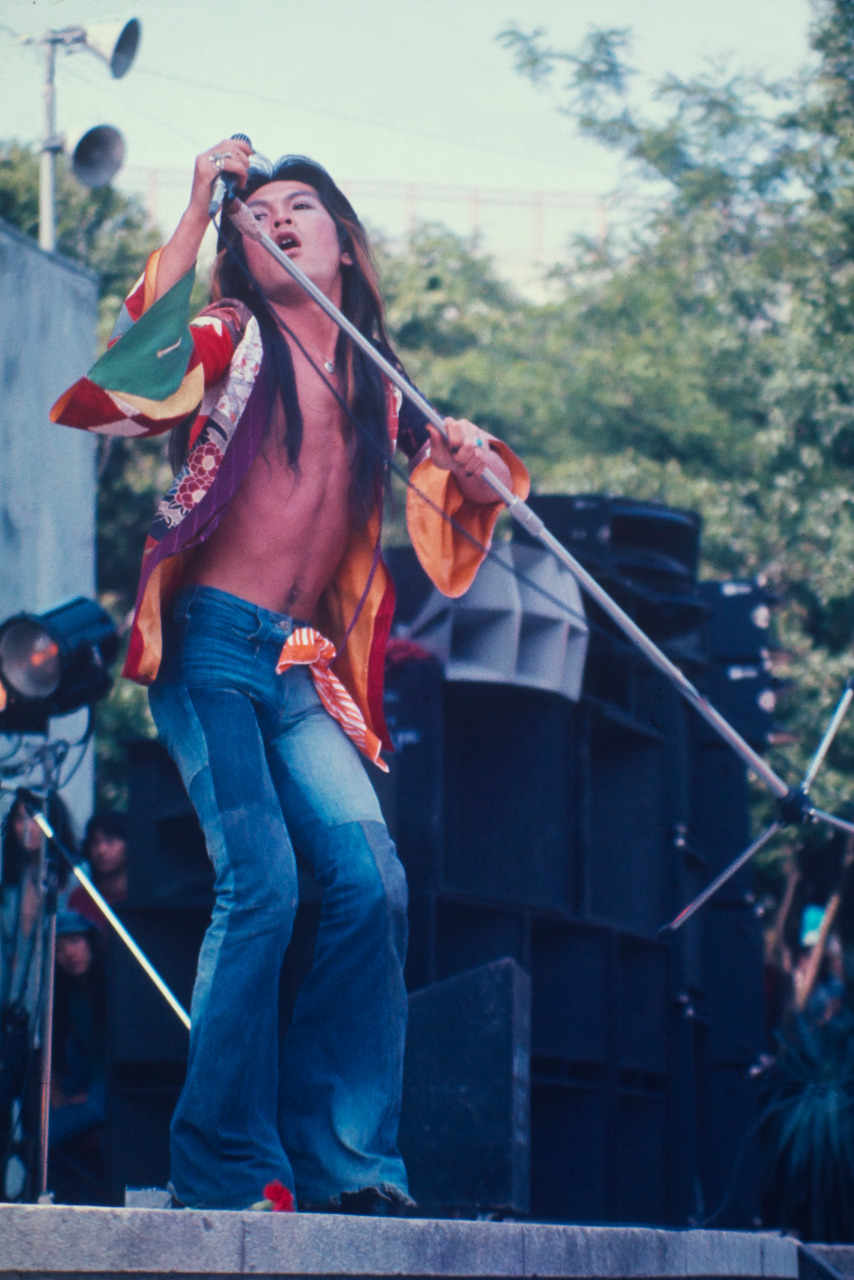
ライブステージの柴山

1983年、サンハウス再結成。以下4箇所でライブを行う。東京（6月18日 渋谷LIVE INN、9月23日 日比谷野外音楽堂）、福岡（8月7日 福岡Super Live '83 小戸公園）、仙台（8月11日 ロックンロールオリンピック）。メンバー：柴山俊之（Vo）、鮎川誠（Gu）、奈良敏博（Ba）、浦田賢一（Dr）。日比谷野外音楽堂での演奏は、『CRAZY DIAMONDS〜ABSOLUTELY LIVE』というタイトルで、LPとカセットテープ2形態で同年11月25日にリリース。カセットテープは全20曲完全版であったが、LPは12曲収録であった。1990年8月21日にビクターから同タイトルのCDがリリースされるが、CDの収録分数の関係で18曲収録に留まり（「ロックン・ロールの真最中」「ミルク飲み人形」が未収録）、長く完全版が揃わない音源となっていた。2008年8月20日、紙ジャケ仕様の2枚組CDがリリースされ、漸くカセットテープと同じ20曲を収録した完全版となった。カセットテープ・LPでは「ステディ・ドライバー・マン」の歌詞が数箇所、断片的にテープ逆回しで処理されているが、CDではその処理は行われていない。
2010年、3度目となる再結成を果たし結成35周年を記念して全国5箇所のツアーを行った。2015年9月12日、サンハウス初期のメンバー、柴山、鮎川、奈良、浦田の4人で、鮎川主謀のライブ「マディ・ウォーターズ生誕100年祝賀祭」のために再び結集（イベントの出演は、シーナ&ザ・ロケッツ、サンハウス、永井"ホトケ"隆）。その際のライブ音源は2016年3月に『TIGER IN YOUR TANKーマディに捧ぐ』というタイトルでライブ盤としてCD（17曲収録）で発売。同年シーナ&ザ・ロケッツデビュー38周年を記念して博多で再結集。シーナ&ザ・ロケッツ、サンハウスの2バンドで11月28日福岡ドラムロゴスにてライブを行う。このライブの為にサンハウスの全盛期のメンバーで再集したサンハウスのリハーサルテープは40周年を記念して『サンハウス / HAKATA』としてCD化された。
2016年4月7日、「シーナの日」にシーナ&ザ・ロケッツ、サンハウス（菊、鮎川、奈良、篠山、鬼平）の2バンドで2日間ライブを行った。2日間のセットリストは、鮎川の運営するROKKET WEBにアーカイブとして残されている。
2022年鬼平の呼びかけで数年ぶりに鮎川と奈良が結集し一夜限りのサンハウスを演奏するライブを4月に開催。翌月5月2日の鮎川誠の74thバースディライブでも鬼平がゲストとしてシーナ＆ロケッツに出演したことから、サンハウスの47周年目を自ら祝いたいという趣旨のもと、鮎川誠 Play The SONHOUSEを始動。メンバーは、鮎川誠（Vo,G）、奈良敏博（B）、鬼平（Dr）、松永浩（SideG）、LUCY（Vo,Harp)。福岡、東京、京都、岡山にてツアーを行い、2枚組のライブ盤「ASAP」を発売した。

## 作品

### シングル
1. 地獄へドライブ／キングスネークブルース （1975年1月15日）自主制作盤
2. ロックンロールの真最中／レモンティー （1975年6月25日）
3. 爆弾／雨
4. 夢みるボロ人形／あの娘は18才 （1975年11月25日）

### アルバム
1. 有頂天 （1975年6月25日）
2. 仁輪加 （1976年6月25日）
3. ドライヴ・サンハウス （1978年3月25日） - ライブ盤
4. STREET NOISE （1980年） - 未発表曲集
5. CRAZY DIAMOND （1983年） - ライブ盤
6. POISON （1983年） - ベスト盤
7. HOUSE RECORDED （1991年） - ブートレグ
8. Back To The Live 1972 （1991年） - ライブ盤　※ブートレグ
9. Highway '61 Vol.1&2 （1994年） - 未発表曲集　※ブートレグ
10. ROCKIN' BLUES BEFORE SONSET （1998年9月2日、1974年 京都・拾得LIVE） - 全曲集ボックス・セット
11. 風よ吹け （2000年） - 1998年ライブ盤（CD/VHS/DVD）
12. SONHOUSE TWIN PERFECT COLLECTION （2001年12月19日） - 全曲集
13. THE CLASSICS 〜35th ANNIVERSARY〜（2010年） - 全8枚組ボックス・セット（CD：7枚／DVD：1枚）